# José Rodrigo Navarro-Casete
José Rodrigo Navarro-Casete (Lorca, 1 de diciembre de 1837- Lorca, 18 de septiembre de 1916) fue un fotógrafo español. Está considerado como maestro y pionero de la fotografía en Lorca a partir de 1860.

## Biografía
Nació en el seno de una familia acomodada. Realizó estudios de dibujo en esta ciudad pero después se trasladó a Valencia y Barcelona donde estudió fotografía con el francés Leopoldo Rovira Fot. En torno a 1867 regresó a Lorca estableciéndose como fotógrafo. Entre 1874 y 1888 estuvo realizando trabajos sobre instalaciones mineras en Almería y Murcia, por lo que se estableció en Cuevas y en Vera, regresando a Lorca donde estuvo residiendo hasta su muerte en 1916.
El retrato fotográfico fue su actividad principal, primero lo realizó con carácter ambulante y posteriormente instaló un estudio fotográfico en Lorca. Una característica de su trabajo fue el empleo de los álbumes de retratos donde recogía diferentes personas y situaciones. En ellos los clientes podían elegir la pose preferida. En la década de 1870 elaboró siete álbumes con gran cantidad de retratos. En los retratos empleaba diferentes recursos escénicos que permitía diferenciar las clases sociales y los gremios. En estas fotografías se pueden apreciar las diferentes indumentarias y aparejos que se utilizaban. Varios álbumes realizados posteriormente incluyen fotografías que presentan las vestiduras de las cofradías tradicionales de la Semana Santa en Lorca, así como otros temas. También abordó temáticas de aquella época como la fotografía de difuntos. Gran parte de su trabajo se encuentra en el Archivo Municipal de Lorca.
En 1873 desembarca en Cartagena procedente de Valencia, lo que le permite ser espectador del sitio a la ciudad provocado por el levantamiento cantonal. Realiza un reportaje sobre la ciudad en lo que puede considerarse como un reportaje gráfico de la guerra que ha servido de documento excepcional sobre este acontecimiento. Algunas de estas fotos se comercializaron en el formato de tarjeta de visita.
Entre las aportaciones de su trabajo se encuentra una serie de reportajes sobre la minería en Almería y Murcia que son un testimonio de la arquitectura industrial en la zona entre 1874 y 1888. En ellas se pueden contemplar panorámicas del Barranco Jaroso, Las Herrerías y la Sierra Almagrera, también de otros puntos de Mazarrón y Águilas.
En su estudio taller trabajaron como aprendices, entre otros, los fotógrafos Pedro Menchón Peñas y Blas Aledo López que posteriormente destacaron en el campo de la fotografía profesional. Una asociación de fotografía de Lorca lleva su nombre.